# Sân bay quốc tế Rota
Sân bay Quốc tế Rota (IATA: ROP, ICAO: PGRO, LID FAA: GRO), hay còn gọi là Sân bay Quốc tế Benjamin Taisacan Manglona, là một sân bay công cộng trên đảo Rota của Khối thịnh vượng Chung Hoa Kỳ quần đảo Bắc Mariana. Sân bay thuộc sở hữu của Commonwealth Ports Authority.
Trong khi phần các lớn sân bay tại Hoa Kỳ có chung ba chữ cái định danh vị trí (location identifier) được dùng bởi cả Hiệp hội Vận tải Hàng không Quốc tế (IATA) và Cục Hàng không Liên bang Mỹ (FAA), Sân bay Quốc tế Rota được FAA gọi là FAA và IATA gọi là ROP (họ dùng tên GRO cho sân bay Girona-Costa Brava ở Girona, Tây Ban Nha).